# 지미 디그라소

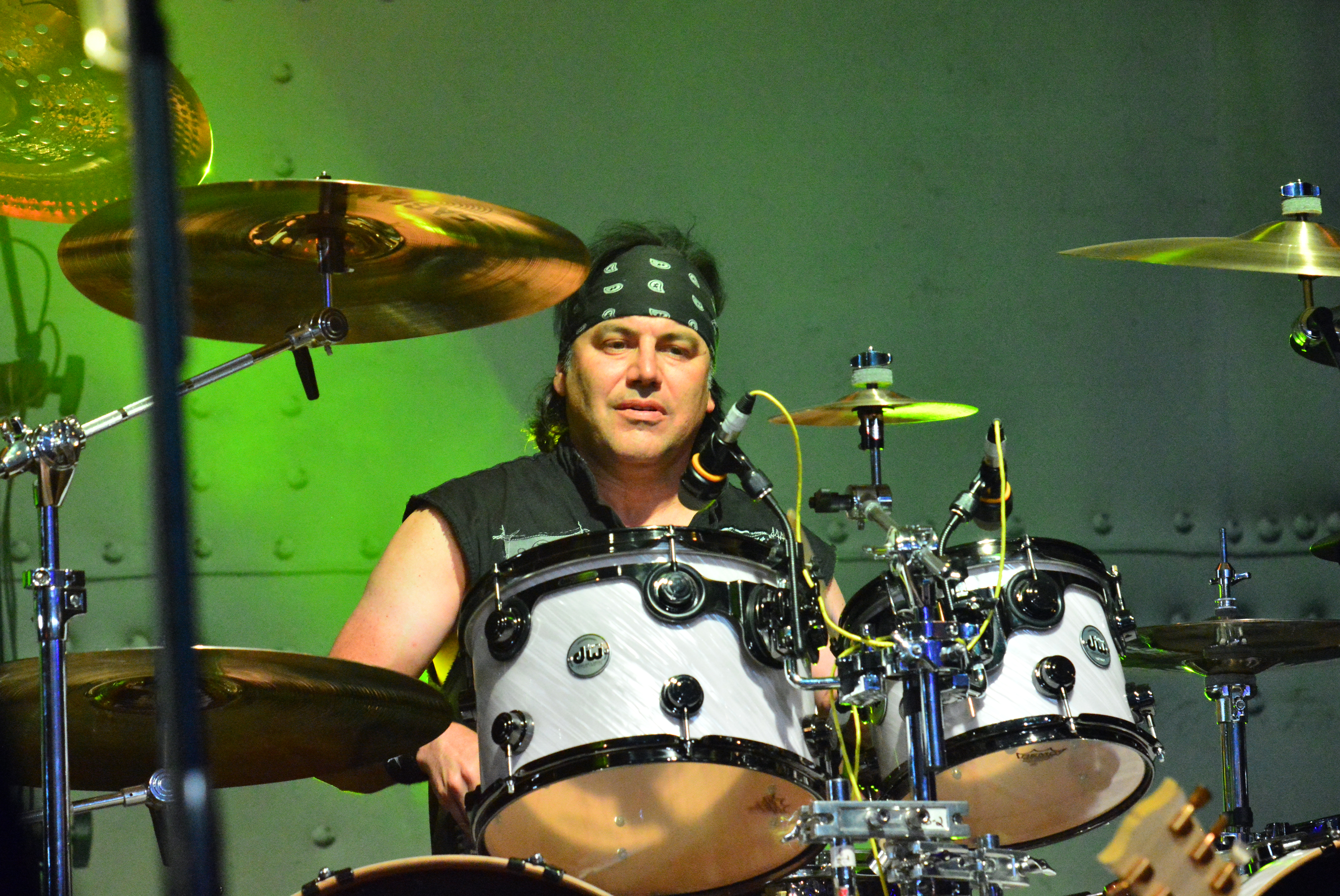
지미 디그라소

지미 디그라소(Jimmy DeGrasso, 1963년 3월 16일 ~ )는 헤비 메탈 드러머로, 여러 밴드에서 활약을 하고 있다.